# Giovanni Gozzadini
Giovanni Gozzadini (Bologne, 15 octobre 1810-Eremo di Ronzano (it), 25 août 1887) est un aristocrate, archéologue et homme politique italien.

## Biographie
Issu d'une famille noble de la ville de Bologne, il n'a d'abord qu'une éducation physique, mais il s'initie culturellement seul, en se passionnant pour l'histoire et l'archéologie.
Il étudie ensuite la philologie. Ses premiers travaux traitent alors de la paléographie et de l'histoire de Bologne du XIIe au XVe siècle.
En 1853, sur son domaine de Villanova sont découvertes des tombes à crémation, considérées comme la plus grande trouvaille de la Protohistoire italienne. Les fouilles sont alors dirigées par la Commission auxiliaire des antiquités et beaux-arts, Gozzadini en assumant les frais et participant aux travaux en restaurant, avec sa femme, la céramique. Rien que sur la première campagne, cent vingt-deux sépultures sont dégagées. La publication par Gozzadini d'une étude descriptive des fouilles est alors amplement commentée dans les grandes institutions archéologiques.
Élu à l'Assemblée générale de la Romagne en 1859, il est nommé Sénateur du royaume d'Italie en 1860. Il réunit alors dans sa demeure un cercle culturel où se retrouvent les grands savants, artistes et politiques de son temps que sa femme Maria Teresa di Serego Allighieri anime. Il entretient alors d'étroites relations avec Alexandre Bertrand, Gabriel de Mortillet, Ernest Chantre, Hans Hildebrand, Édouard Desor, George Dennis, John Evans, Austen Henry Layard, Oscar Montelius ou Heinrich Schliemann.
En 1860, il devient Président de la Diputazione di Storia Patria per le province de Romagna et se consacre à la publication de documents et d'études archéologiques ainsi qu'à la promotion des recherches historiques. Il dirige en 1862 des fouilles sur la propriété Aria à Marzabotto qu'il identifie comme des vestiges d'une importante nécropole.
Président du Congrès international d'anthropologie et archéologie préhistoriques réunit à Bologne (1871), il admet son erreur sur Marzabotto mais est admiré pour ses travaux à Villanova et La Certosa qui confirment les états successifs de la culture étrusque. Les fouilles de Marzabotto sont reprises jusqu'en 1874 par G. Aria puis par Edoardo Brizio en 1883.
Inspecteur des fouilles et des monuments de Bologne, de l'Émilie et des Marches (1878), il est nommé directeur général du Museo Civico.
Il lègue ses collections à la mairie de Bologne lors de son décès. Elles seront transférées en 1960 au Museo Civico.

## Travaux
- Memorie per la vita di Giovanni II Bentivoglio, 1839
- Cronaca di Ronzano e memorie di Loderingo d'Andalò frate godente, 1851
- Di un sepolcreto etrusco scoperto presso Bologna, 1855
- Intorno all'acquedotto ed alle terme di Bologna, 1864
- Studi archeologici topografici sulla città di Bologna, 1868
- Di alcuni sepolcri della necropoli Felsinea, 1868
- La Nécropole de Villanova, 1870
- Renseignements sur une ancienne nécropole à Marzabotto près de Bologne, 1871
- Monografie sulle torri gentilizie bolognesi, 1875
- Delle torri gentilizie di Bologna, e delle famiglie alle quali prima appartennero, 1880
- Les fouilles archéologiques et les stèles funéraires du Bolonais, in Revue archéologique, VIII, 1886, p. 129-136
- Di alcuni avvenimenti in Bologna e nell'Emilia dal 1506 al 1511 e dei cardinali legati A.Ferrario e F.Alidosi, 1886

## Hommages
- La clinique pédiatrique de l'Université de Bologne porte son nom.
- Chevalier (1837), Commandeur (1863) puis Grand-Officier (1867) de l'Ordre des Saints-Maurice-et-Lazare
- Chevalier puis Commandeur (1869) et Grand-Officier (1872) de l'Ordre de la Couronne d'Italie
- Chevalier de l'Ordre civil de Savoie
- Chevalier de l'Ordre de Dannebrog
- Officier de l'Ordre national de la Légion d'honneur
- Chevalier de l'Ordre de Vasa